# Gewone tubebij
De gewone tubebij (Stelis breviuscula) is een vliesvleugelig insect uit de familie Megachilidae. De wetenschappelijke naam van de soort is voor het eerst geldig gepubliceerd in 1848 door Nylander.